# 敦厚站
敦厚站是佛山地铁3号线的一个未开通车站，位于中国广东省佛山市禅城区站前路与文昌路交叉路口。
目前车站大部分工程已完成，但受限於後期加設佛山高铁站施工影响，本站所在区间不具备开通条件，3号线需分南北兩段运营，故列车不会駛经本站，需要留待3号线南北两段贯通运营后才会启用。

## 车站结构

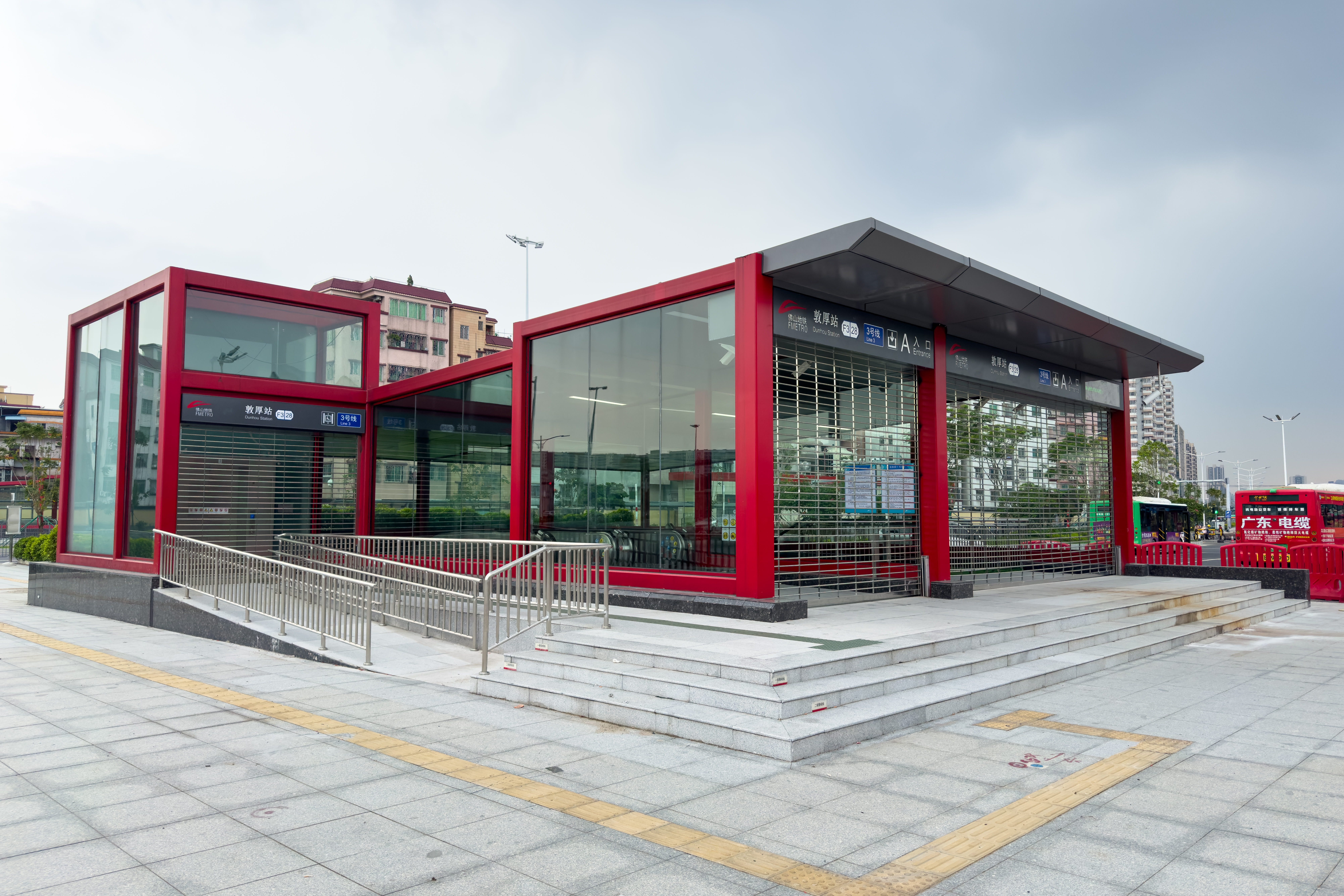
尚未开放、正对原佛山站的A口

本站为地下二层岛式车站，全长232米，标准段宽为22.7米。

### 车站楼层
本站共有二层，地面为车站各出入口，周边为站前路、文昌西路、佛山大道北、佛山火车站、敦厚村和周边建筑；地下一层为站厅；地下二層為3號綫站台。車站亦已為5號線預留部分結構。
| 地下一层 | 站厅                 | 售票机、客服中心、商店、警务室、安检设施 |  |  |
| 地下二层 | 1 站台               | █3号线 佛山大学方向（下站：佛山高铁站）  |  |  |
|          | 岛式站台             |                                          |  |  |
|          | 2 站台               | █3号线 顺德学院站方向（下站：中山公园）  |  |  |
| 地下三层 |                      | 預留 █5号线                              |  |  |
|          | 預留島式站台部分結構 |                                          |  |  |
|          |                      | 預留 █5号线                              |  |  |

### 站厅
敦厚站是3号线后通段的特色车站，以佛山秋色为主题，融入灯笼、彩车等设计元素，展现秋色表演的历史文化。

### 站台
本站设有一个岛式站台，位于站前路的地底。

### 出入口
本站初期设有A、B、C三个出入口供乘客进出，分布于站前路南北两侧。

## 历史
本站原作为佛山火车站的配套车站，在规划和施工阶段被称为佛山火车站。2022年，广湛高铁确定不使用既有佛山站，并在原佛山站以西位置建设新站房，原佛山站将停用，故3号线确定在新高铁站增设车站的同时，亦将本站更名为敦厚站。
2017年9月8日，本站开始围蔽施工。2021年1月22日，本站主体结构封顶。2022年3月11日，本站至中山公园站区间左线贯通。2022年7月15日，本站至桂丹路站（现联和站）区间右线贯通。
由于佛山高铁站在3号线动工一段时间后才落实增加，故车站建设时需要拆除3号线联和至本站区间已建成的隧道管片；而本站没有列车折返条件，故无法在3号线后通段通车初期提供服务。

## 未来发展
规划中的5号线将设有敦厚站，与3号线换乘。5号线車站主體位於文昌西路站前路口，站前公园东侧的地底。
3號線建設時已預留通往5号线站台的换乘节点。待5號線車站主體部分續建完成和開通後，車站换乘節點以及5號線站廳和月台都將會啟用，乘客可在本站换乘兩線。
5號線將設有一個島式月台，位於3號線月台的下層，與3號線月台組成一個倒转的「T」字型。現時3號線月台中部已預留位置，未來將增设樓梯連接至地下三層的5號線月台。